# Vela nos Jogos Pan-Americanos de 2019 - 49er
A competição de 49er masculino nos Jogos Pan-Americanos de 2019 realizou-se de 3 a 9 de agosto no Yacht Club Peruano, na cidade de Paracas. Disputaram-se 13 regatas (12 classificatórias e a regata das medalhas).

## Formato da competição
A prova consistiu em 12 regatas classificatórias e uma de definição das medalhas. A posição em cada regata traduziu-se em pontos (o primeiro classificado somava um ponto na classificação, enquanto o 8º, por exemplo, somava 8 pontos), que foram acumulados de regata a regata para obter a classificação. Após a fase classificatória, as cinco melhores duplas se classificaram à regata da medalha. Nesta fase, os pontos acumulados nas regatas classificatórias foram somados aos pontos da regata final.

## Medalhistas
| Ouro   | BRA Marco Grael e Gabriel Borges         |
| Prata  | ARG Yago Lange e Klaus Lange             |
| Bronze | CAN Alexander Heinzemann e Justin Barnes |

## Calendário
Horário local (UTC-5).
| Data        | Horário | Fase               |
| ----------- | ------- | ------------------ |
| 3 de agosto | 14:00   | Regata 1           |
| 5 de agosto | 11:00   | Regata 2 e 3       |
| 6 de agosto | 11:00   | Regata 4, 5, 6 e 7 |
| 7 de agosto | 13:45   | Regata 8, 9 e 10   |
| 8 de agosto | 12:00   | Regata 11 e 12     |
| 9 de agosto | 14:00   | Regata final       |

## Resultados
| Pos.              | Velejador                                       | Nacionalidade      | Regata | Regata | Regata | Regata | Regata | Regata | Regata  | Regata | Regata  | Regata  | Regata  | Regata | Regata | Total pontos | Pontuação final |
| Pos.              | Velejador                                       | Nacionalidade      | 1      | 2      | 3      | 4      | 5      | 6      | 7       | 8      | 9       | 10      | 11      | 12     | F      | Total pontos | Pontuação final |
| ----------------- | ----------------------------------------------- | ------------------ | ------ | ------ | ------ | ------ | ------ | ------ | ------- | ------ | ------- | ------- | ------- | ------ | ------ | ------------ | --------------- |
| Medalha de ouro   | Marco Grael Gabriel Borges                      | BRA Brasil         | 1      | 2      | 2      | 2      | 1      | 1      | 1       | 3      | 1       | 2       | 1       | 7      | 6      | 30           | 23              |
| Medalha de prata  | Yago Lange Klaus Lange                          | ARG Argentina      | 5      | 3      | 6      | 1      | 2      | 2      | 4       | 1      | 3       | (9) OCS | 5       | 1      | 2      | 44           | 35              |
| Medalha de bronze | Alexander Heinzemann Justin Barnes              | CAN Canadá         | 3      | 5      | 1      | (6)    | 4      | 3      | 2       | 5      | 2       | 4       | 4       | 2      | 4      | 45           | 39              |
| 4                 | Andrew Mollerus Ian Mac-Diarmid                 | USA Estados Unidos | 4      | 1      | (7)    | 5      | 3      | 6      | 3       | 2      | 4       | 1       | 2       | 3      | 8      | 49           | 42              |
| 5                 | Benjamín Grez Exequiel Grez                     | CHI Chile          | (7)    | 7      | 3      | 4      | 7      | 5      | 5       | 4      | 5       | 3       | 3       | 4      | 12 DNF | 69           | 62              |
| 6                 | Hernan Umpierre Fernando Diz                    | URU Uruguai        | 2      | 4      | 4      | 3      | 5      | 4      | 6       | 6      | 6       | 5       | (9) DSQ | 6      | —      | 60           | 51              |
| 7                 | Ander Belausteguigoitia Danel Belausteguigoitia | MEX México         | 6      | 6      | 5      | 7      | 6      | 7      | 7       | 7      | (9) DNS | 9 DNS   | 6       | 5      | —      | 80           | 71              |
| 8                 | Jean de Trazegnies Mathias Panizo               | PER Peru           | 8      | 8      | 8      | 8      | 8      | 8      | (9) DNF | 9 DNF  | 9 DNS   | 9 DNF   | 7       | 8      | —      | 99           | 90              |

Legenda
| Recorde mundial                  | Recorde mundial (World record)               |                       | Recorde africano                      | Recorde africano (African) |                                           | Q | Classificado por posição (Qualified) |
| Recorde dos Jogos Pan-Americanos | Recorde pan-americano (Pan-American record)  | Recorde da América    | Recorde da América (Americas)         | q                          | Classificado por melhor tempo (Qualified) |   |                                      |
| Melhor marca do ano              | Melhor marca do ano (World leading)          | Recorde asiático      | Recorde asiático (Asian)              | DNS                        | Não largou (Did not start)                |   |                                      |
| Recorde nacional                 | Recorde nacional (National record)           | Recorde europeu       | Recorde europeu (European)            | DNF                        | Não terminou (Did not finish)             |   |                                      |
| Recorde pessoal                  | Recorde pessoal do atleta (Personal best)    | Recorde da Oceania    | Recorde da Oceania (Oceania)          | DSQ / DQ                   | Desclassificado (Disqualified)            |   |                                      |
| Recorde da temporada             | Recorde da temporada do atleta (Season best) | Recorde sul-americano | Recorde sul-americano (South America) | NM                         | Sem marca (No mark)                       |   |                                      |

### Vela
| M   | Regata da Medalha da qual só participam os dez primeiros colocados das regatas anteriores  |  |  | CAN | Regata cancelada |
| BFD | Desclassificado por bandeira preta (Black Flag Disqualified)                               |  |  |     |                  |
| UFD | Desclassificado por bandeira "U" (U Flag Disqualified)                                     |  |  |     |                  |
| OCS | Largada queimada (On the Course Side of the starting line)                                 |  |  |     |                  |
| DNE | Desclassificação sem eliminação (infração a um item do regulamento da prova – Did Not End) |  |  |     |                  |